# Verwaltungsgemeinschaft Wolframs-Eschenbach
In der Verwaltungsgemeinschaft Wolframs-Eschenbach im mittelfränkischen Landkreis Ansbach haben sich folgende Gemeinden zur Erledigung ihrer Verwaltungsgeschäfte zusammengeschlossen:
1. Mitteleschenbach, 1677 Einwohner, 10,51 km²
2. Wolframs-Eschenbach, Stadt, 3221 Einwohner, 25,47 km²

Sitz der Verwaltungsgemeinschaft ist Wolframs-Eschenbach. Alle Teile zählen zur Metropolregion Nürnberg.
Beide Gemeinden gehörten vom 1. Mai 1978 bis 31. Dezember 1979 zur Verwaltungsgemeinschaft Triesdorf.